# Letca (Sălaj)
Letca é uma comuna romena localizada no distrito de Sălaj, na região histórica da Crișana (parte da Transilvânia). A comuna possui uma área de 60.5 km² e sua população era de 2103 habitantes segundo o censo de 2007.